# 콜로보링쿠스
콜로보링쿠스(Coloborhynchus)는 2억6천500만~2억1천만년 전 사이에 살았던 익룡이다. 콜로보링쿠스라는 이름은 영국의 박물학자 리처드 오웬이 자신이 발굴한 익룡에 붙였던 학명이다. 

## 특징
앞니는 크고 뒤쪽으로 갈수록 작아지는 형태였지만 쥐라기 후기로 가면서 이빨이 없어지고 땅 위에 사는 거대한 종이 되었다.
고고학자들은 콜로보링쿠스가 크긴 해도 일부 이빨 없는 익룡들에 비하면 그다지 큰 것은 아니라면서도 아즈다키드 같은 부류는 날개폭이 10m나 됐다고 밝혔다.